# الحسيمة
الحسيمة (بالأمازيغية ⵍⵃⵓⵙⵉⵎⴰ) مدينة مغربية ساحلية، تحيط بها تضاريس جبلية، وتقع في منتصف الشريط الساحلي المتوسطي المغربي. هي من أهم حواضر منطقة الريف الكبرى وهي العاصمة الإدارية لإقليم الحسيمة. بلغ عدد سكان الجماعة الحضرية للحسيمة  138 ,977نسمة في إحصاء 2024، و  371 ,527 نسمة باحتساب المراكز الحضرية الناشئة المحيطة بها. عرفت المدينة نموا وتوسعا حضريين سريعين، منذ بداية القرن الواحد والعشرين، وهي تتحول تدريجيا إلى حاضرة كبرى تمتد ترابيا إلى نقط حضرية أخرى كبني بوعياش وإمزورن.
رغم كونها من الحواضر التي أسست في القرن العشرين، للحسيمة رمزية تاريخية كبيرة في التاريخين الريفي والمغربي، حيث كانت إحدى أهم المراكز العسكرية الحاسمة في تطورات حرب الريف، وكانت إحدى حواضرها أجدير، عاصمة لجمهورية الريف (1921-1926) التي تلت انتصار المقاومة الريفية، بقيادة محمد بن عبد الكريم الخطابي على المستعمر الإسباني. عانت المدينة، خلال تاريخها المعاصر، وعلى غرار باقي مناطق الشمال المغربي، من تهميش اقتصادي واجتماعي إرادي من طرف الدولة المغربية، مما جعلها بؤرة احتجاج سياسي دائمة (انتفاضة الريف 1958-1959 وانتفاضة 1984). عرفت المدينة، منذ بداية الألفية الثالثة، وخصوصا بعد زلزال 2004، مسلسل جبر ضرر اقتصادي واجتماعي عبر مجموعة من المشاريع الاقتصادية وتنمية البنيات التحتية.
المدينة معروفة محليا بتسمية بيا، نسبة إلى اسم المدينة أيام الاستعمار الإسباني بيا سان خورخو. يتكلم غالبية سكان المدينة اللغة الأمازيغية، بلهجة تاريفيت. أهم الأنشطة الاقتصادية بالمدينة هي الصيد البحري، والذي يحتل فيه ميناء المدينة المرتبة الخامسة وطنيا، على مستوى الإنتاج السمكي، إضافة إلى السياحة (334 28 سائحا في 2013) وقطاع صناعي ناشئ، متمركز أساسا في المنطقة الصناعية آيت يوسف أوعلي.

## التسمية
التسميات السابقة للمدينة مرتبطة بنقط جغرافية أخرى، البعض منها اندثر والبعض الآخر لا يزال قائما، أو توسع حوله المجال الترابي لمدينة الحسيمة المعاصرة؛ من أشهرها:
- مدينة النكور عاصمة مملكة نكور ومرفأها المزمة.
- حجرة النكور: والمتواجدة على بعد 7 كيلومترات شرق المدينة.
- باديس: والتي كانت أهم حاضرة في الريف بين القرنين 11 و 16 الميلاديين.[8]
- أجدير: المدينة التي كانت عاصمة للجمهورية الريفية، بين 1921 و1926، ولنواتها الإدارية برئاسة محمد بن عبد الكريم الخطابي.
- قصبة سناذة.[9]

لم تكن مدينة الحسيمة، بموقعها العمراني المعاصر، معروفة قبل 1926، سنة الإنزال العسكري الإسباني الذي قاده الجنرال سانخورخو. حسب الأرشيفات الإسبانية، حملت المدينة على التوالي الأسماء التالية:
- ميناء كيمادو: بين بداية الإنزال في 8 شتنبر 1925 ومارس 1926.
- جبل مالموسي Monte Malmusi: بين مارس وأبريل 1926؛ وهو الاسم الذي أطلقه الإسبان على أحد الجبال المطلة على موقع الإنزال، وهو مرتبط بأحد الأسماء العائلية للجنرال سانخورخو. وهي التسمية التي تطورت لاحقا إلى مرموشة، لدى الساكنة المحلية.
- بيا سان خورخو Villa Sanjurjo: بين أبريل 1926 و1932، ثم بين 1936 (سنة انتهاء الحرب الأهلية الإسبانية) و 1956 (سنة استقلال المغرب). ظل استعمال اسم بيا شائعا بين السكان، إلى غاية الفترة المعاصرة، خصوصا بين من عايشوا فترة الاستعمار الإسباني.
- بيا ألوثيماس Villa Alhucemas: بين 1932 و1936؛ وهو الاسم الرسمي للمدينة تحت حكم الجمهورية الإسبانية الثانية. والمستنبط من الكلمة الإسبانية، والعربية الأصل، Alhucema (بمعنى الخزامى) لكون المنطقة كانت تشتهر بهذه النبتة العطرية في مناطقها الجبلية.
- الحسيمة: منذ 1956.

## التاريخ
يمتد عمق تاريخ منطقة الحسيمة إلى 8000 سنة خلت. عرفت المنطقة تعاقب مجموعة من الحقب المهمة بدءاً بالفترتين الفينيقية والرومانية، مروراً بمرحلة الفتح الإسلامي، ثم الاحتكاك مع القوى الاستعمارية الأوروبية ثم حرب الريف ومرحلة الاستقلال.

### العصور القديمة
استخدمت جزيرتا النكور وبادس كمينائين فينيقيين، ويرجح بأن الفينيقيين هم أول من أنشأ حاضرة بادس، والتي عرفت أيضا خلال العهد القوطي.

### المرحلة الإسلامية

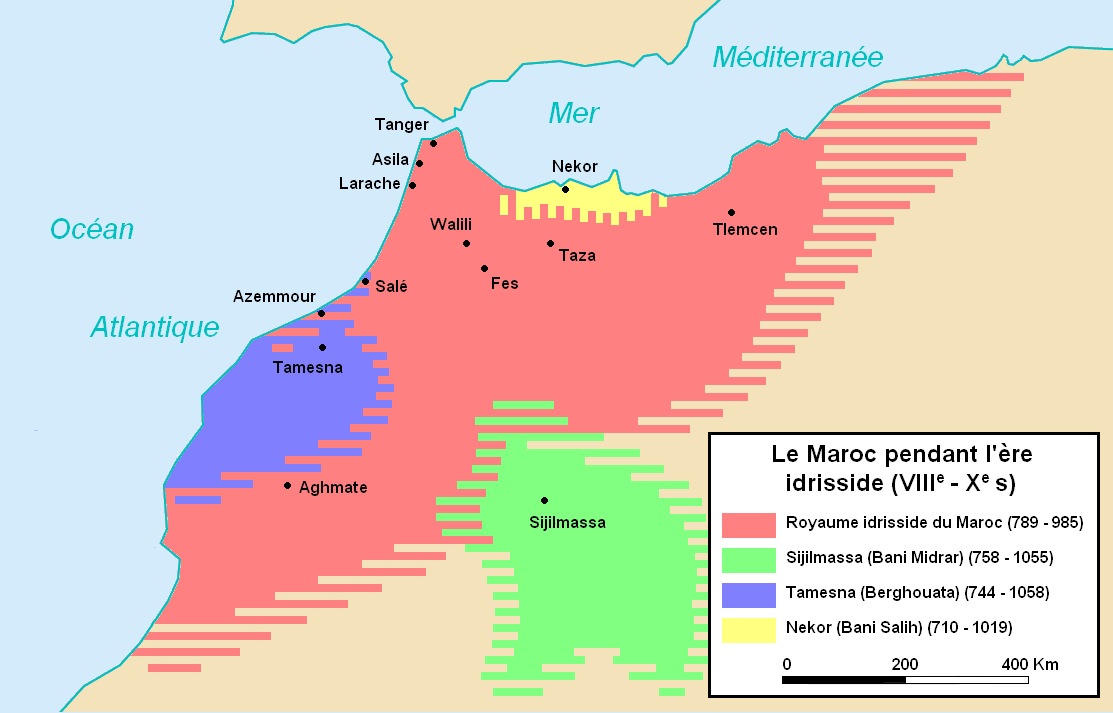
خريطة للمغرب إبان الفترة الإدريسية (بالأصفر: امتداد مملكة نكور)

دخل الإسلام إلى المنطقة في عهد الخليفة عبد الملك بن مروان، تحت لواء القائد إدريس بن صالح الحميري، سنة 710 م، والذي استقر بجهة تمسمان، ونشر الإسلام بين قبائل صنهاجة وغمارة الأمازيغية بالريف الأوسط، وعرفت المنطقة في هذه الفترة تحولات اجتماعية بسبب توافد العنصر العربي. شيد ابنه سعيد بن إدريس حاضرة النكور لتكون عاصمة لإمارة النكور، عوض تمسمان، والتي يعتبرها المؤرخون أول إمارة إسلامية تقام في المغرب الأقصى. توفي سعيد بن إدريس سنة 804 م/188 هجري، وخلفه ابنه صالح بن سعيد، والذي تعرضت في عهده الإمارة لغارة الفيكينغ الإسكندنافيين.
في 985م، وبعد أن قضى ابن أبي العافية على آخر الملوك الأدارسة، التجأ فلول الدولة الإدريسية إلى المنطقة.
استمر حكم بني صالح إلى غاية سنة 1019 م حيث تمت إزاحتها من طرف أسرة أزدايا، التي توارثت حكم الإمارة إلى غاية سنة 1084 م. لا تزال بعض شواطئ إقليم الحسيمة المعاصر تحمل أسماء أمراء النكور (مثل شاطئ سيدي صالح وشاطئ سيدي إدريس).
في 1084 م/473 ه‍، وبعد مقاومة عنيفة، قضى القائد المرابطي يوسف بن تاشفين على الإمارة ودمر عاصمتها، منهيا دولة استمرت لثلاثة قرون.
بعد العهد المرابطي، قام الموحدون بإعادة إعمار الموقع، في ميناء المزمة، الذي كان في السابق مرفأ مدينة النكور.

### مرحلة ما بعد الاستقلال
رغم توقيع اتفاقية إيكس ليبان وإعلان استقلال المغرب سنة 1956، استمر جيش التحرير المغربي في التواجد في منطقتي الريف الشرقي والأوسط، وقاد عمليات عسكرية في مثلث أكنول -بورد- تيزي وسلي، بين 1953 و1955. استمرت فصائل من جيش التحرير المغربي في العمل الميداني، لعدم اعترافها بنتائج اتفاقية إيكس ليبان، ولخلافها السياسي مع ثنائية القصر/حزب الاستقلال التي دبرت مسلسل الاستقلال. انضافت إلى هذا السياق عوامل أخرى من بينها تهميش نخب المنطقة في الإدارة المغربية الوليدة آنذاك.

أدت هذه الوضعية إلى انطلاق مسلسل عنف سياسي في الريف، وانتهاكات حقوق إنسان، تمثلت في المعتقلات التي أنشأها حزب الاستقلال، لضبط وتصفية خصومه السياسيين، وكانت لمنطقة الحسيمة نصيب من هذه المعتقلات في تارجيست والمعهد الديني بالحسيمة ودار الحرس الغابوي بالحسيمة وأجدير.

اندلعت شرارة انتفاضة 1958 في 2 أكتوبر 1958، خلال نقل جثمان عباس لمساعدي (الذي اغتيل خلال موجة العنف الأولى) لدفنه بأكنول، والذي تحول إلى مواجهات بين المشيعين وخصومهم السياسيين في حزب الاستقلال، والتي سرعان ما تطورت إلى انتفاضة مفتوحة في منطقة الريف، وامتدت إلى مناطق أخرى كتافيلالت وصفرو.

كان محمد الحاج سلام أمزيان (المعروف لدى الريفيين ب مِّيس ن رحاج سلام) رمز هذه الانتفاضة بالحسيمة، بدعوته إلى عصيان مدني ومقاطعة المخزن وحزب الاستقلال. تشكلت في 7 أكتوبر 1958 حركة التحرير والإصلاح الريفية، وقدمت عريضة مطلبية من أهم مطالبها: حكم ذاتي لإقليم الريف وعودة محمد بن عبد الكريم الخطابي وجلاء الاستعمار وعملائه عن الريف. كان رد الدولة المركزية وحزب الاستقلال على هذه المطالب باستمرار الاختطاف والاغتيال السياسيين. تطورت حركة التحرير والإصلاح إلى جبهة النهضة الريفية التي تحولت إلى تنظيم مسلح تحت قيادة الحاج سلام ومحمد سليطن (المعروف بالشريف الخمليشي).

في 9 يناير 1959، قام الحسن الثاني (الذي كان وليا للعهد آنذاك) بقيادة حملة عسكرية بقوة قوامها 20000 جندي، لقمع الانتفاضة، ودخل إلى الحسيمة في 16 يناير 1959، رفقة الجنرال أوفقير. اعتمدت الحملة على إنزالات عسكرية بسواحل الريف وقصف جوي مكثف، بلغ ذروته في فبراير 1959، مدعوما من القوات الجوية الفرنسية. كانت العملية العسكرية عنيفة وشابتها، جرائم حرب وانتهاكات حقوقية جسيمة، وراح ضحيتها آلاف المدنيين (تقدر الخسائر بين 3000  و 8000 قتيل)، إضافة إلى العديد من المقابر الجماعية التي لا زالت تشكل معضلة حقوقية في المغرب المعاصر.

تعرف سنة 1959 بالحسيمة والريف عموما، بعام إقبّارن (و هي صيغة أمازيغية لكلمة أقبّار، التي تشير إلى خوذات الجنود النظاميين الذين قمعوا الانتفاضة).

فرضت في المنطقة حالة استثناء، وظلت منطقة عسكرية، ممنوعة من حريتي العمل السياسي والتعبير، إلى غاية 1962.
مثل باقي المدن الريفية، دخلت الحسيمة، بعد ذلك، مرحلة من التهميش الاقتصادي، تجلى في غياب الاستثمارات العمومية في الصحة والتعليم، إضافة إلى إبقاء الدولة المغربية على عزلة المنطقة بغياب للاستثمارات على مستوى البنيات التحتية والطرق. أدت هذه الوضعية إلى هجرة كثيفة لأبناء المنطقة إلى أوروبا، في الستينات والسبعينات، وخصوصا إلى هولندا وألمانيا، بالنسبة لأبناء منطقة الحسيمة. وحسب إحصاء 1971، كان إقليم الحسيمة الثاني على المستوى الوطني (وراء الناظور) في نسبة المهاجرين، بنسبة 19 مهاجرا لكل 1000 نسمة. أدى التهميش أيضا إلى خلق اقتصاد غير نظامي، يعتمد أساسا على التهريب وموارد زراعة وتجارة القنب الهندي.

في 19 يناير 1984، اندلعت احتجاجات اجتماعية في مجموعة من المدن المغربية، بسبب اتخاذ الحكومة المغربية إجراءات اقتصادية (كنتيجة لسياسة التقويم الهيكلي)، أدت إلى ارتفاع كلفة المعيشة. كانت لمنطقة الريف إجراءات إضافية تمثلت في الرسوم التي فرضتها الدولة، آنذاك، على الولوج إلى سبتة ومليلية، مما انعكس سلبا على الوضع الاقتصادي للساكنة المرتبطة بنشاط التهريب. كانت الحسيمة ضمن المدن المتضررة وانطلقت بها أولى الاحتجاجات عبر مظاهرات تلاميذية سرعان ما اشتركت فيها فئات اجتماعية أخرى، وانتقلت إلى مدن أخرى كالناظور وتطوان والقصر الكبير ومراكش ووجدة. على غرار انتفاضة 1958، تم قمع احتجاجات 1984 عسكريا، وخلفت في الحسيمة 4 ضحايا، حسب رواية رسمية مشكوك في صحتها.

### الفترة المعاصرة

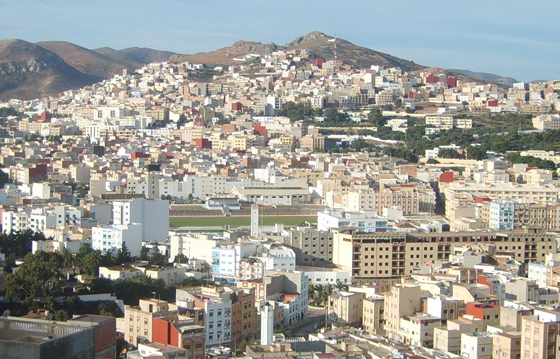
مدينة الحسيمة المعاصرة

تميزت الفترة المعاصرة، التي انطلقت في 1999، بتحول جذري في سياسة الدولة تجاه منطقة الريف، وبفتح مجموعة من الأوراش المهيكلة على مستوى البنيات التحتية والتطوير العمراني لمدينة الحسيمة. رغم سياسة إعادة الاعتبار وجبر الضرر الاقتصادي والاجتماعي هذ
ته، لا تزال المقاربة الأمنية، تطفو في تعاطي الدولة المركزية مع الحياة السياسية في المدينة (و الريف عموما)، والتي تجلت في استمرار عسكرة المنطقة وكيفية تدبير حركات الاحتجاج السياسي والاجتماعي التي عرفتها المدينة ومجالها الحضري الأوسع (بني بوعياش وتارجيست)، منذ 2011.
في ما يلي أهم تواريخ الفترة المعاصرة للحسيمة:
- 2000: زيارة للملك محمد السادس[21]، وهي أول زيارة لملك مغربي للحسيمة، منذ دخول الحسن الثاني للمدينة لقمع انتفاضة 1958.
- 2004: زلزال بدرجة 6.5 على سلم ريشتر يضرب المنطقة، ويخلف 629 قتيلا. بلغت الخسائر البشرية والمادية ذروتها في إمزورن، بؤرة الهزة. خلف الزلزال موجة احتجاجات اجتماعية في المنطقة، احتجاجا على سوء تدبير عمليات الإنقاذ والمساعدة.
- نونبر 2005: هيئة الإنصاف والمصالحة تصدر تقريرها الختامي[22] الذي أوصى بجبر الضرر الجماعي وصيانة الذاكرة التاريخية، إلا أنه لم يحدد المسؤوليات في ما يتعلق بأحداث 1958-1959 بالمنطقة، وصنفها في دائرة الصراع الحزبي.[23] لقي التقرير انتقادات من طرف فعاليات حقوقية وأكاديمية.[24][25]
- يوليوز 2008: إحداث المدرسة الوطنية للعلوم التطبيقية بالحسيمة، بجماعة آيت يوسف وعلي، وهي أول مدرسة كبرى لتكوين المهندسين في منطقة الريف.[26]
- يونيو 2010: نادي شباب الريف الحسيمي يحقق الصعود إلى القسم الوطني الأول للدوري المغربي، لأول مرة في تاريخه.[27]
- 20 فبراير 2011: تحول الاحتجاجات السياسية التي دعت إليها حركة 20 فبراير إلى أعمال عنف في الحسيمة وبني بوعياش وإمزورن.[28] خلفت الأحداث مقتل خمسة شبان، تم التشكيك من طرف سياسيين[29] وحقوقيين[30] في الرواية الرسمية المفسرة لمقتلهم.[31]
- أكتوبر 2011: مقتل كمال الحساني، الناشط في حركة 20 فبراير وجمعية حاملي الشهادات المعطلين، على يد أحد مناوئي الحركة.[32]
- أكتوبر 2011: تدشين الشطر الأول من منطقة الأنشطة الاقتصادية بآيت قمرة على مساحة 41 هكتارا.[33]
- مارس 2012: إحداث كلية للعلوم والتقنيات بالحسيمة.[34]
- دجنبر 2013: الجمعية المغربية لحقوق الإنسان تصدر تقريرا عن الوضع الحقوقي بالحسيمة، تنتقد فيه استمرار عسكرة المنطقة والتضييق على الحريات السياسية والحركات الاحتجاجية التي شهدها الإقليم في بني بوعياش وتارجيست، بين 2011 و2013.[35]
- أكتوبر 2016: انطلاق موجة احتجاجات بالحسيمة عقب مقتل محسن فكري عرفت فيما بعد باسم حراك الريف. نتجت عن الحراك بالحسيمة سلسلة من الاعتقالات والمحاكمات السياسية.

## الجغرافيا
تتميز مدينة الحسيمة والمنطقة المحيطة بها بتضاريسها الجبلية، وبمنحدرات تتراوح بين 10 و40 درجة. مناخ المدينة متوسطي، ويتراوح معدل الحرارة بين 10 و30 درجة مئوية، أما متوسط التساقطات فيتراوح بين 300 ملم، في المناطق الساحلية و1000 ملم في المرتفعات.

## السكان

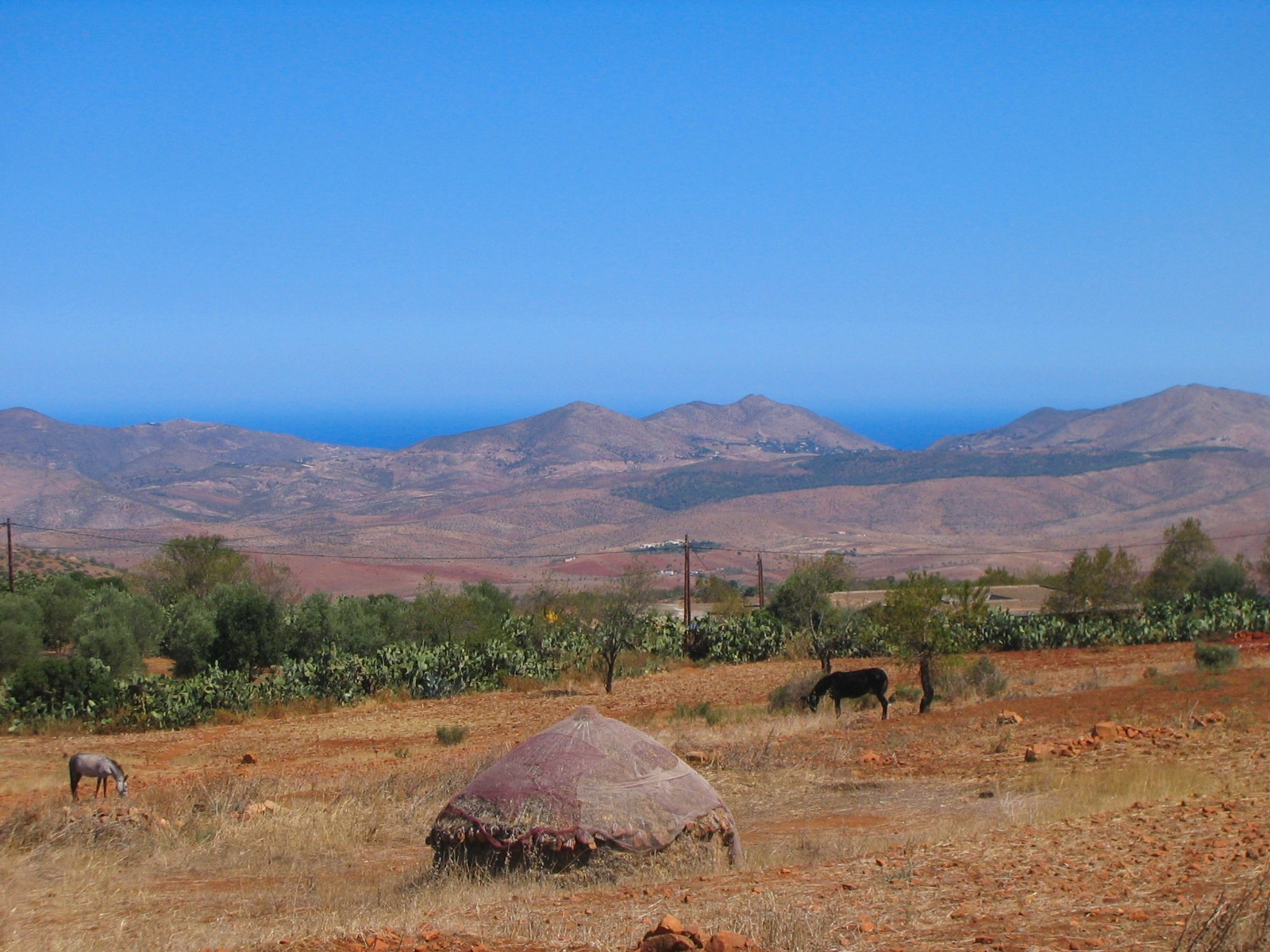
منظر للتضاريس الجبلية المجاورة للحسيمة

بلغ عدد سكان الحسيمة 333 54 نسمة في 2004. تطور عدد سكان المدينة بسرعة في المرحلة بين 1926 و1955 من 2000 إلى 11384 نسمة. بعد استقلال المغرب، عرفت المدينة تزايدا سكانيا سريعا، حيث ارتفعت ساكنتها إلى 216 54 نسمة سنة 1994، وساهم في هذا الارتفاع جذب المدينة للهجرة القروية من المناطق المحيدة بها. عرفت المدينة بعد ذلك انعطافة ديمغرافية تمثلت في نمو ديمغرافي بطيئ (0.11% فقط بين 1994 و2004)، يفسر بمجموعة من العوامل:
- الهجرة إلى أوروبا.
- انخفاض نسبة الخصوبة إلى 1.7 سنة 2004.
- فقدان الحسيمة لخاصية جذب الهجرة القروية لفائدة مراكز حضرية أخرى كإمزورن وبني بوعياش وتارجيست.

على المستوى اللغوي، وحسب نتائج إحصاء 2004، بلغ عدد الناطقين بتريفيت 173 45 من السكان (90.1%)، بينما بلغ عدد الناطقين بالعربية 348 39 نسمة (78.5%).

## الاقتصاد

### الصيد البحري
يعتبر قطاع الصيد البحري من أهم القطاعات الاقتصادية بالمدينة، ويستفيد من شريط صيد ساحلي ممتد على 100 كلم، يمتد بين وادي سيدي مفتوح، في حدود إقليم شفشاون، إلى وادي سيدي صالح، في حدود إقليم الناضور. حسب إحصائيات 2010، يشغل القطاع عمالة تقدر ب 7000 عامل، بينهم 3200 بحارا، منهم 1900 في وحدات الصيد الساحلي، و 1300 في قوارب الصيد التقليدي. بلغت كمية التفريغ في مينائي المدينة ما مجموعه 174 11 طنا، بقيمة 117.2 مليون درهم. ويعتبر ميناء الحسيمة هو خامس ميناء مغربي في حجم الإنتاج السمكي.

توجد بالحسيمة وحدة لمعالجة وتبريد السمك، بلغ حجم إنتاجها 218 3 طنا سنة 2010، خصوصا لأنواع السمك الأبيض والقشريات والرأسقدميات وسمك السيف.
| الميناء    | كمية التفريغ السمكي (بالطن) | القيمة (ألف درهم) |
| ---------- | --------------------------- | ----------------- |
| الحسيمة    | 785 10                      | 221 117           |
| كالا إيريس | 389                         | 246 3             |

المصدر: التقرير الإحصائي للمكتب الوطني للصيد - 2010

### السياحة

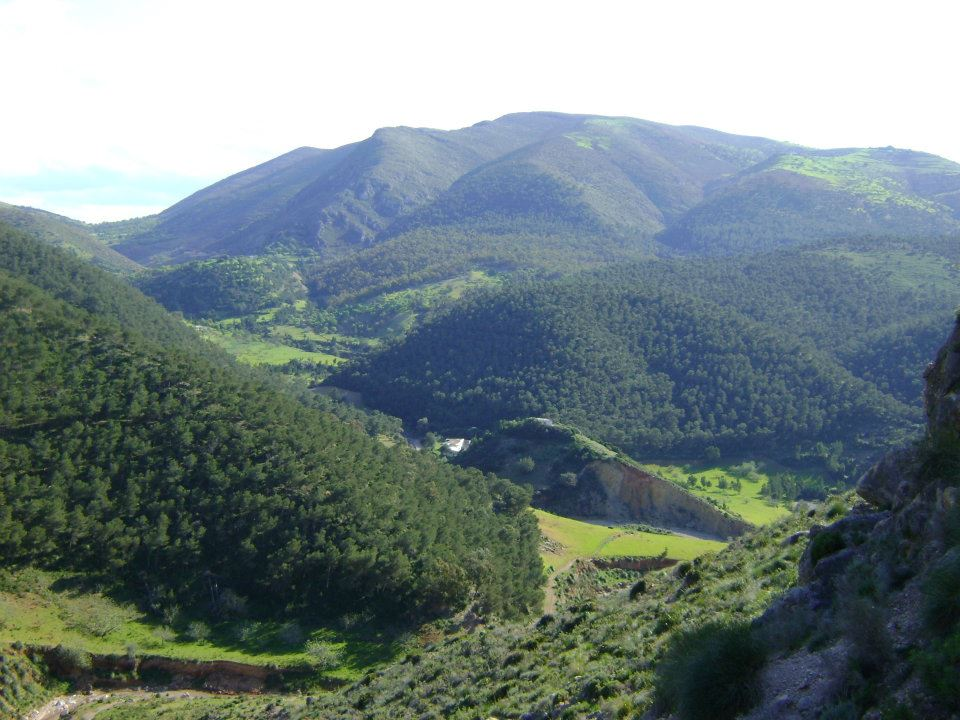
منظر من المتنزه الوطني للحسيمة

رغم توفر المدينة على عوامل جذب سياحي مهمة، كالشواطئ والمناطق الجبلية، إضافة إلى تواجد متنزه وطني طبيعي بالإقليم، إلا أن القطاع السياحي بالمدينة كان دائما يعني من عائقين هيكليين: ضعف الطاقة الإيوائية بالجهة وصعوبة الولوج إلى المنطقة.
في 2013، وحسب إحصائيات المندوبية الجهوية للسياحة، ضمت الجهة 43 وحدة فندقية مصنفة بطاقة إيوائية بلغت 1916 سريرا، وبلغ عدد السياح الوافدين على إقليم الحسيمة 343 28، أي بزيادة 16 بالمائة مقارنة ب 2012. حسب المخطط التنموي للجهة، الذي يضم 37 مشروعا، للتنفيذ بين 2011 و 2020، يتوقع أن تتطور الطاقة الإيوائية إلى 9 آلاف سرير (منها 3800 بالحسيمة) وحجم الاستقطاب إلى 225 ألف سائح سنويا، في أفق 2020.
أما بخصوص تحسين الولوجية إلى الإقليم، فقد تم ربط المدينة بالمدار المتوسطي، منذ 2007، وإنجاز ميناء المسافرين، سنة 2007، إضافة للمشروع الجاري لتثنية الطريق بين الحسيمة وتازة لوصل الحسيمة بالشبكة الوطنية للطرق السيارة.

### الصناعة
حسب إحصاء 2004، شغل القطاع الصناعي في الحسيمة 1748 عاملا (11.6% من الساكنة النشيطة). لم ينطلق القطاع الصناعي في إقليم الحسيمة إلا في 1998 بإنشاء المنطقة الصناعية بإمزورن، ولا زال القطاع الصناعي في مرحلة نواة متوسطة، وتغلب عليه الصناعات الغدائية. في 2001، أنجزت المنطقة الصناعية آيت يوسف أوعلي، على مساحة 6 هكتارات، بطاقة استيعابية بلغت 62 وحدة صناعية من الحجمين الصغير والمتوسط.
في أكتوبر 2011، تم إطلاق أشغال إنجاز الفضاء الاقتصادي في آيت قمرة، على بعد 20 كلم من الحسيمة، على مساحة 41 هكتارا، والمخصص لإيواء مناطق صناعية وخدماتية ولوجستية، بحجم استثمار قدره 1.35 مليار درهم.

### مؤشر كلفة المعيشة
سجلت الحسيمة، بين 2007 و2012، نسبة +9.4% في ارتفاع مؤشر أثمان الاستهلاك للمندوبية السامية للتخطيط (أي بمتوسط سنوي قدره +1.9%)، محتلة بذلك المرتبة الثانية على المستوى الوطني، بعد الدار البيضاء، مما يجعلها إحدى المدن المغربية التي تعرف تضخما سريعا في كلفة المعيشة. أهم المكونات التي أدت إلى هذا الارتفاع هي السلع والخدمات (+26%) والتعليم (+18.4%).
نسب التضخم هاته، والتي لا تتناسب مع التواضع النسبي للنشاط الاقتصادي للحسيمة مقارنة مع مدن كالدار البيضاء ومراكش، يفسرها الاقتصاديون بالسيولة المالية التي تضخها تحويلات المهاجرين في المدينة، إضافة إلى ناتج الأنشطة الاقتصادية غير النظامية، والتي تخلق تضخما موضعيا لاقتصاد المنطقة.

## التعليم
بلغت نسبة الأمية 29.4% في 2004 ، ونسبة الأمية في الشريحة العمرية (15-24 سنة) 9%.
مؤسسات التعليم العالي والمهني
- المدرسة الوطنية للعلوم التطبيقية بالحسيمة (ENSAA).
- كلية العلوم والتقنيات.
- المعهد المتخصص للتكنولوجيا التطبيقية (ISTAH).[44]
- المعهد المتخصص في الفندقة والسياحة.
- معهد تكنولوجيا الصيد البحري.[45]

## الصحة
تعتبر المؤشرات الصحية لإقليم الحسيمة الأفضل بين الأقاليم الأربعة المكونة للجهة، إلا أنها تبقى أقل من المعدلات الوطنية. من أهم المعضلات الصحية في الريف إشكالية السرطان الذي تتجاوز نسبه بكثير المعدلات الوطنية، حيث يشكل، على سبيل المثال الريفيون المصابون بسرطان الأنف والحنجرة 90 بالمئة من الحالات الوطنية. يرجع ذلك، حسب دراسات علمية، إلى آثار استعمال الاستعمار الإسباني للغازات الكيماوية بكثافة، ضد الساكنة المحلية، إبان حرب الريف. تم بناء مركز جهوي للأنكولوجيا بالحسيمة بطاقة استيعابية ب 24 سريرا، تكفل في 2011 ب 352 مريضا. لكن المدينة لازالت تعاني من الإقصاء والتهميش في هذا القطاع وهذا راجع للسياسة التي تنهجها الحكومات المغربية المتعاقبة خصوصاً وزارة الصحة والسياحة والإعلام ٱتجاه جهة الريف عامة والحسيمة خاصة.
مؤشرات التغطية الصحية بإقليم الحسيمة (2012)
| المؤشر                           | الحسيمة | الجهة | المعدل الوطني |
| -------------------------------- | ------- | ----- | ------------- |
| عدد السكان لكل مؤسسة صحية أساسية | 7667    | 8376  | 12000         |
| عدد السكان لكل سرير              | 1218    | 2266  | 1152          |
| عدد السكان لكل طبيب              | 3393    | 5731  | 2883          |
| عدد السكان لكل ممرض              | 956     | 1381  | 1134          |
| عدد الأطباء المختصين             | 46      | 96    |               |
| عدد الأطباء العامين              | 79      | 220   |               |
| عدد الممرضين                     | 373     | 949   |               |

المؤسسات الصحية الأساسية بإقليم الحسيمة (2012)
- المستشفيات: 2 (المستشفى الجهوي محمد الخامس والمركز الجهوي للأنكولوجيا)
- المراكز الصحية الحصرية: 6
- المصحات الخاصة: 3
- العيادات الطبية الخاصة: 32
- الصيدليات: 52

## النقل والمواصلات

### النقل الطرقي
لطالما تميزت مدينة الحسيمة على مدى عقود طويلة بصعوبة الوصول إليها براً وذلك نظراً لخطورة مسالكها، لكن مع التطور الذي شهده المغرب سمحت المشاريع الكبرى للمدار المتوسطي منذ سنة 2007 من فتح الطريق الوطنية رقم 16 إلى المدينة، حيث أصبحت الحسيمة الآن تتوفر على محطة طرقية وطنية للحافلات تسمى محلياً المحطة الطرقية للحسيمة تربط المدينة بمختلف الأقاليم والمدن المغربية الشرقية والشمالية، كالناظور، وجدة، تطوان، وطنجة، كما اعتمدت وزارة التجهيز والنقل واللوجستيك والماء منذ سنة 2013 مخططاً لمواصلة الأشغال بالنسبة للطرق السريعة بالمقاطع التالية:
• انتهاء الاشغال بتثنية الشطر الأول من الطريق الجهوية رقم 505 (التي تندرج في إطار المشروع الهام للربط الطرقي تازة الحسيمة) على طول 6 كلم بكلفة تقدر ب 50 مليون درهم .
• تثنية الشطر الأول من الطريق الوطنية رقم 2 بين أجدير (الحسيمة) وبني بوعياش على طول كلم 16 كلم بكلفة 118 مليون درهم والتي تندرج في إطار المشروع الهام للربط الطريق تازة - الحسيمة.
• تثنية الشطر الثاني من الطريق الجهوية رقم 505 ابتداء من المحول الشرقي لمدينة تازة على طول 29 بكلفة 364 مليون درهم والتي تندرج في إطار المشروع الهام للربط الطرقي تازة - الحسيمة.
• بداية الأشغال بالطريق السريع تازة - الحسيمة الشطر الثالث من الطريق الإقليمية رقم 505 

بالإضافة إلى ذلك تتوفر مدينة الحسيمة على محطة لسيارات الأجرة الكبيرة تتواجد قرب محطة الحافلات، وتساهم في ربط المدينة بالشبكة الوطنية للطرق، أما داخل المدينة فهناك أعداد لا تحصى من سيارات الأجرة الصغيرة المميزة باللون الأزرق الفاتح التي تسهل عملية التنقل داخل المدينة.

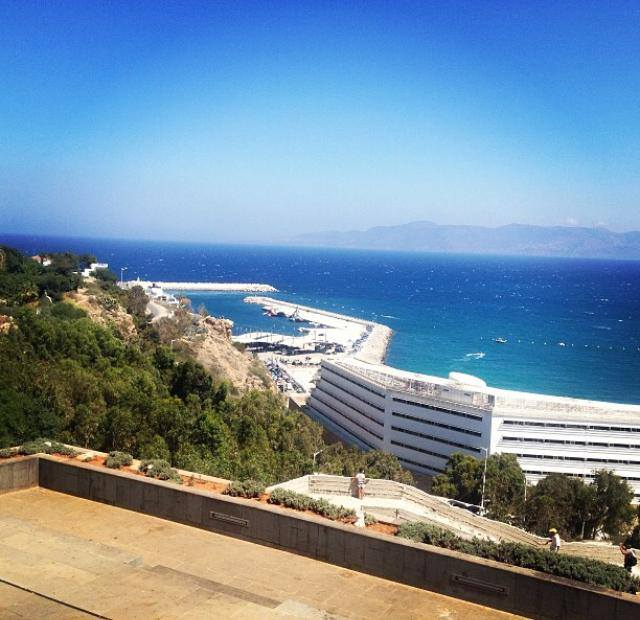
ميناء الحسيمة

### النقل البحري
على مستوى البحر يعتبر ميناء الحسيمة الذي دشنه الملك محمد السادس سنة 2007 والذي يقع على ساحل البحر الأبيض المتوسط بحوالي 150 كم غرب الناظور ثالث ميناء على المستوى الوطني لعبور المسافرين والمنفتح الوحيد على المتوسط للمنطقة الشمالية الوسطى. وذلك من حيث توفره على محطة بحرية ببنيات تحتية عصرية، لكن غالبا ما يظل الميناء مغلقاً خلال السنة بسبب عدم وجود الإرادة السياسية، ليتم فتحه خلال فترات العطلة الصيفية فقط.

### النقل الجوي
تتوفر مدينة الحسيمة على مطار الشريف الإدريسي وهو مطار دولي، تبلغ مساحته 88 هكتار، ويصل طول مدرجه 160 مترا بقوة تحمل تصل إلى 90 طن، بالإضافة إلى فضاء للوقوف والتوقف على مساحة 9950 م2 بطاقة ٱستيعابية تبلغ 220 مسافر على مدار كل الساعة، حيث يقوم برحلات طيران إلى أمستردام، الدار البيضاء وتطوان كما هو مترقب زيادة عدد الخطوط في المستقبل والوجهات رغم القلاقل التي يعرفها القطاع.

## الثقافة
تعتبر جهة الريف عموماً ومدينة الحسيمة خصوصاً من المناطق الأثرية التي تزخر بمقومات جغرافية وثقافية تغوص جذورها في تاريخ المغرب العريق إذ لطالما ٱعتبرت جوهرة البحر الأبيض المتوسط قبلة سياحية شاطئية وجبلية متوسطية وإيكولوجية مفضلة للزوار الأجانب خاصة الإسبان بٱعتبارها تشكل نقطة التقاء الحضارات الغربية والشرقية إلى ماقبل الإستعمار وتكوين قلب الحضارة العربية في الغرب (الأندلس).
ولعل المأثر التاريخية التي تربض بين جنباتها تعد شاهد إثبات على أصالة هذه المدينة، فهي تمتاز بمعالم أثريه من قلاع عسكرية ظلت شامخة شموخ رجال صنعوا تاريخها كما تمتاز مدينة الحسيمة بهوائها النقي ونسيمها العليل المنبعث من البحر الأبيض المتوسط إضافة إلى تضاريسها الجميلة وشواطئها الرملية الناعمة والذّهبيّة ومساجدها وأزقتها وعادات وتقاليد ساكنتها الريفية الأمازيغية بنسبة كبيرة التي تعد شاهدا حيا على تاريخ هذه المدينة.

### مآثر المدينة التاريخية
- قلعة أربعاء تاوريرت : قلعة أثرية على شكل أبراج عسكرية شيدت فوق ربوة كمركز مراقبة على الأفجاج من طرف مندوب المفوضية العليا لشؤون السكان الأصليين الكولونيل الإسباني «إميليو بلانكو إيثاكا (Emilio Blanco Izaga)»[59] سنة 1936 شكلها المعماري يشبه إلى حد كبير قصبات الجنوب المغربي التي يعتمدها سكان الأطلس في بناء مخازن الحبوب الجماعية، يصل عدد غرفها إلى 99 غرفة بنوافذها التي تكتسي رونقا وعبق التاريخ.[60]
- قلعة طوريس (قلعة صنهاجة) في بني بوفراح الحسيمة : هي قلعة عسكرية من خمسة أبراج تطل على البحر الأبيض المتوسط يرجع تاريخها إلى القرن 15 حيث دخلها الإسبان سنة 1563م بعد تشييدها من طرف البرتغاليين إبان حكم دون مانويل سنة 1439م.[60]
- موقع المزمة الأثري : على بعد عشر كيلومترات من شاطئ السواني توجد مدينة المزمة الأثرية التي يرجع تاريخ بنائها إلى القرن 9 حيث كانت تعتبر مدينة المزمة ميناء لإمارة نكور عاصمة أول دولة إسلامية تأسست في العام 710 في المغرب، أي قبل سنة من غزو الأندلس. من أهم أنشطتها آنذاك بناء السفن، وصناعة الأواني من الطين، والعمارة، إضافة لكونها قلعة دفاعية ضد الأعداء لكن في حاضرها الآن وعلى الرغم من أهمية هذا الموقع الأثري، فإنه يعاني من التهميش والإقصاء[61]
- قلعة إمزورن [62][63]
- مدينة بادس [64]
- قصبة اسنادة [65][66]
- مركز قيادة عبد الكريم الخطابي [67][68] بأجدير

### المعالم الدينية
- المسجد العتيق بالحسيمة [69]
- مسجد أدوز [70][71]
- مسجد المزمة الأثري بساحل اصفيحة ببلدية أجدير إقليم الحسيمة.

### الشواطئ السياحية
- شاطئ بوسكور [72]
- شاطئ كلابونيطا[73]
- شاطئ إستالمادرو الحسيمة
- شاطئ كيمادو
- شاطئ تلا يوسف
- شاطئ الصفيحة
- شاطئ إزضي
- شاطئ السواني

وغيرها....

### فلكلور ومهرجانات
- مهرجان الحسيمة الأمازيغي والعالمي للموسيقى وتلاقح الثقافات.
- مهرجان الحسيمة المسرحي.[74]
- مهرجان الحسيمة للطفولة الأمازيغية[75]
- مهرجان الحسيمة الدولي لمسرح الطفل [76]
- المنتزه الوطني الحسيمة

### مشاريع مستقبلية
رافقت زيارة الملك محمد السادس بعد زلزال الحسيمة سنة 2004 العديد من المشاريع الإنمائية الكبرى لفك العزلة عن المنطقة للسنوات القادمة، إلا أن تقاعس بعض الجهات منذ سنة 2009 أدى إلى ٱنخفاض كبير في عدد الفنادق المصنفة والقرى السياحية مقارنة بالارتفاع الذي كانت عليه سنة 2000  لهذا أطلقت المديرية الجهوية لجهة تازة الحسيمة – تاونات التابعة لوزارة الثقافة المغربية مشاريع البرنامج التعاقدي الجهوي والأوراش المواكبة للمنطقة ما بين سنة (2011 ـــ 2020) بميزانية تقدر ب2641.8 مليون درهم بين القطاعين الخاص والعام وذلك لجعل الجهة وجهة سياحية ذات قدرة على التنافس في إطار سياحة شاطئية ترفيهية مع التركيز على المشاريع المستدامة لخلق مناصب شغل.

#### المشاريع
حسب مشروع البرنامج التعاقدي الجهوي (CPR) لسنة (2010 - 2020) لجهة تازة – تاونات – الحسيمة بتاريخ 1 مارس 2012 تم الإتفاق على مجموعة من المشاريع السياحية والثقافية لصالح جهة الحسيمة – تازة – تاونات – ڭرسيف ما بين القطاعين العام والخاص منها 11 مشروعاً لمدينة الحسيمة بميزانية تقدر ب2641.8 مليون درهم، 48 مليون درهم للقطاع العام و 2594 مليون درهم للقطاع الخاص.

#### القطاع الخاص
- المشروع الابتكاري (2017 - 2020) لشاطئ كالا إيريس في منطقة الحسيمة المتمثل في فندق تحت الماء بطاقة إستيعابية 25 غرفة (50 سرير) تطل على قاع المحيط بحيث يمكن للسائح التمتع بثروات ما يزخر به البحر الأبيض المتوسط من كائنات تحت الماء.[80]
- مشروع لتعديل الفنادق ودور الضيافة المتواجدة بالمنطقة (2016 2017) وإنشاء غرف أخرى بطاقة إيوائية تقدر ب60 سرير في المناطق الطبيعية بميزانية تقدر ب3 ملايين درهم.[81]

#### القطاع العام
- مشروع تحديد والحفاظ على شواطئ مدينة الحسيمة (2012 - 2016) وتحديداً شاطئ كلابونيطا شاطئ الصفيحة وشاطئ إزضي وذلك بالحفاظ على التوازن البيئي والبيولوجي في الساحل ومنع الأخطار الساحلية (التعرية، والتلوث، والانغمار البحري...).[82]
- مشروع (2013 - 2015) توحيد الدوائر الإستكشافية القائمة في المنطقة 1 الحديقة الوطنية الحسيمة مع التمديد إلى غاية شاطئ تغازوت والمنطقة 2 جبل تيدغين والغابات الصلبة لإنشاء دوائر جديدة.[83]
- مشروع تعزيز الثروة الطبيعية كوجهة متميزة للبحر الأبيض المتوسط في أفق سنة 2020 بميزانية تقدر ب40 مليون درهم وذلك من خلال تطوير وتعزيز قرى الصيد بالعديد من المرافق والأنشطة ذات الصلة بالمجال البحري حيث سيتم إنشاء (150 غرفة (300 سرير)، ومركز لرياضة الصيد، وسوق للصيادين، ومطاعم تقليدية، وحوض للسمك شبه مفتوح في منتجع ببنية تحتية مبتكرة وفريدة من نوعها في المغرب).[84]

#### مشاريع مشتركة بين القطاعين
- مشروع نادي بلادي السواني للحسيمة (2013 - 2014) والذي يحمل توازنا لطيفاً من الغرائبية والأصالة للكبار والصغار حيث يتكون من إقامات إيكولوجية في مناطق جبلية تطل على مياه المحيط داخل بيئة محمية، من أي شكل من أشكال البناء ويضم 4140 سرير بميزانية تقدر ب330 مليون درهم.[85]
- مشروع إنشاء مخيميين جبليين ٱثنين مابين سنة (2016 - 2017) للتخييم أو لهواة صعود الجبال بميزانية تقدر ب5 ملايين درهم.[86]
- مشروع الحديقة الوطنية لمدينة الحسيمة (2013 - 2014) لإقامة مخيمات راقية وعصرية من الثرات الأوروبي القديم بطاقة إستيعابية 40 سرير وميزانية تقدر ب3 ملايين درهم. وذلك لجذب السياح من جهة والحفاظ على البيئية والثروة الطبيعية الخضراء من جهة أخرى.[87]

## الرياضة

### كرة القدم

شعار نادي خوبنتود ماروكي (1926-1956)

كانت مدينة الحسيمة تضم العديد من الفرق الرياضية، خلال فترة الحماية الإسبانية، خصوصا في كرة القدم، من أهمها:
- نادي خوبنتود ماروكي (الشبيبة المغربية): والذي أنشئ سنة 1926.
- نادي خوبنتود ماريتيما (الشبيبة البحرية): والذي أنشئ سنة 1946، ثم تم تغيير تسميته إلى نادي بيسكادوريس (الصيادين)، سنة 1948.
- إف سي الحسيمة: والذي أنشئ في العشرينات.

مارست هذه الأندية في أقسام البطولة الإسبانية، قبل أن يتم حلها بعد استقلال المغرب.
من أهم أندية كرة القدم في المدينة حاليا:

شعار نادي شباب الريف الحسيمي

- نادي شباب الريف الحسيمي: أكبر أندية المدينة، والذي تأسس سنة 1953[89] من طرف ميمون العرصي. صعد للقسم الوطني الأول، لأول مرة في تاريخه، خلال موسم 2010/2011. وفاز بأول ألقابه الوطنية في موسم 2011/2012 بظفره بدوري تحدي المستقبل (تشالنجر).[90]
- نادي رجاء الحسيمة: والذي تأسس سنة 1995، الممارس في أقسام الهواة، والذي كانت آخر مشاركاته في القسم الوطني الثاني في موسم 2010/2011.[91] في 2010، كان النادي على وشك الاندماج مع نادي إف سي تطوان، إلا أن الجامعة الملكية المغربية لكرة القدم رفضت العملية لعدم انتماء الفريقين لنفس المدينة.[92]

إضافة إلى أندية المدينة، يرتبط اسم الحسيمة، في مجال كرة القدم، بالعديد من اللاعبين الريفيين، الذين ترجع أصولهم إلى الإقليم والمنتسبين إلى الجاليات المغربية الريفية الموجودة في أوروبا، ومن أهمهم:
- منير الحمداوي: لاعب دولي مغربي، مزداد في 1984 في روتردام، هولندا.
- إبراهيم أفلاي: لاعب دولي هولندي، مزداد في 1986 في أوترخت، هولندا.
- طارق اليونسي: لاعب دولي نرويجي، مزداد في 1988 في الحسيمة.
- عبد العزيز أحنفوف: لاعب دولي مغربي سابق، مزداد في 1978 في فلوغشايم، ألمانيا.
- ياسين أيوب: لاعب دولي هولندي، مزداد في 1994، في الحسيمة.

### كرة السلة
يمارس فريق المدينة، شباب الريف الحسيمي كرة السلة في القسم الوطني الأول منذ موسم 2010/2009. أحسن إنجاز للفريق هو مرتبة رابعة في موسم 2011/2010، بعد انهزامه في مباراة ترتيب الدوري أمام نادي الرجاء الرياضي ب 99-58. في يناير 2014، انتخب رئيس الفريق مصطفى أوراش رئيسا للجامعة الملكية المغربية لكرة السلة.

### التجهيزات الرياضية
- ملعب ميمون العرصي: معقل نادي شباب الريف الحسيمي، تم بناؤه في الخمسينات في فترة الحماية، وتم تجديده وتوسعته في 2010. طاقته الإستيعابية 000 12 متفرج. وهو معروف محليا باسم تشيبولا، وهو اللقب الذي كان يعرف به مؤسس نادي شباب الريف الحسيمي، الذي يحمل الملعب اسمه.
- قاعة 3 مارس: والتي تتسع ل 1500 متفرج، وهي معقل نادي شباب الريف الحسيمي لكرة السلة.[94]

## معرض صور

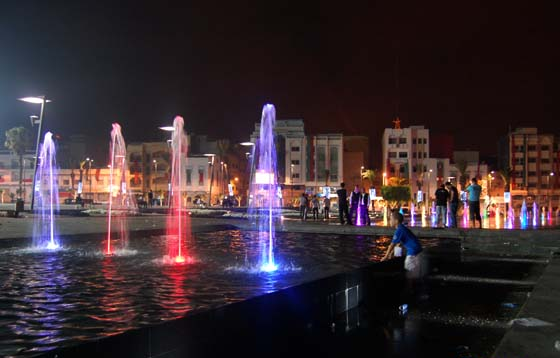
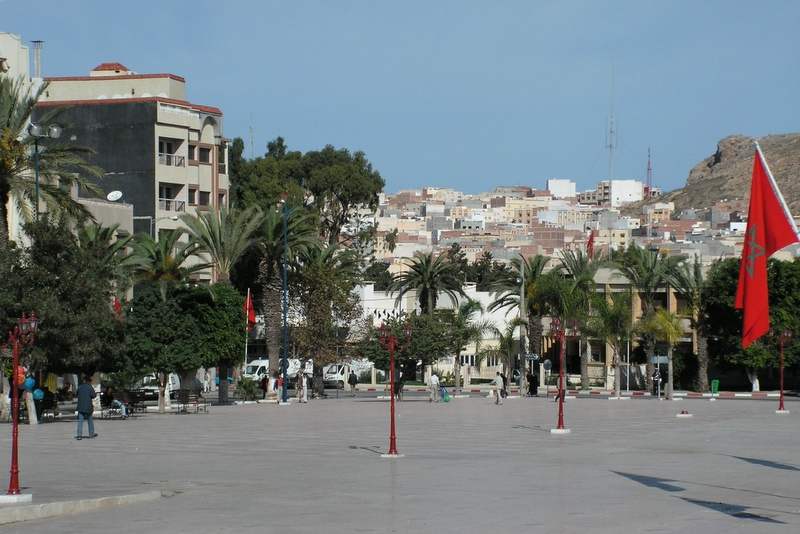
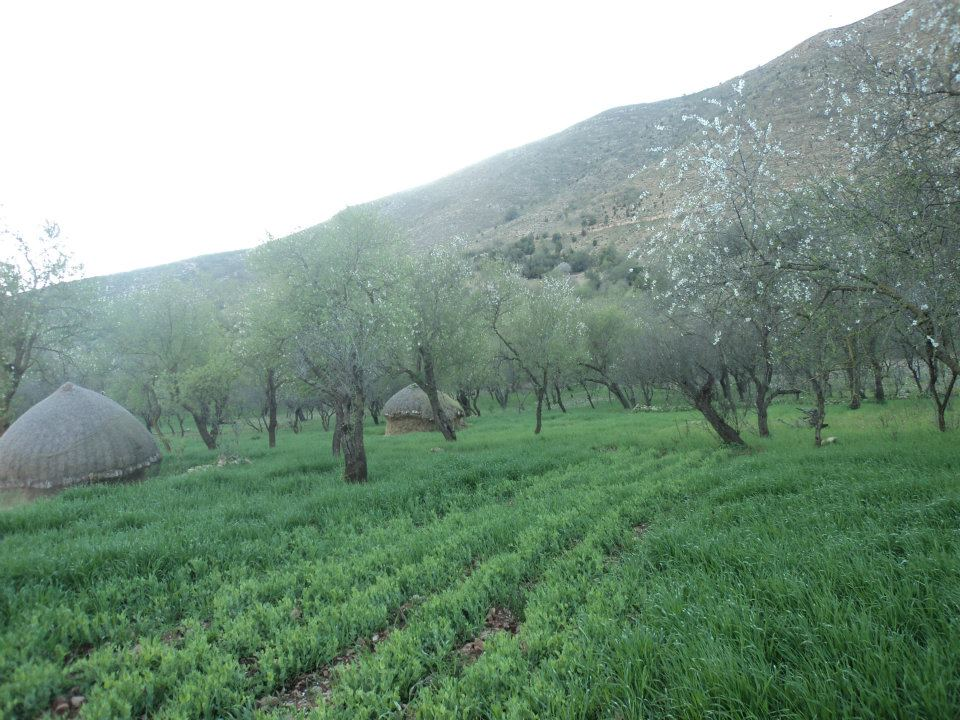
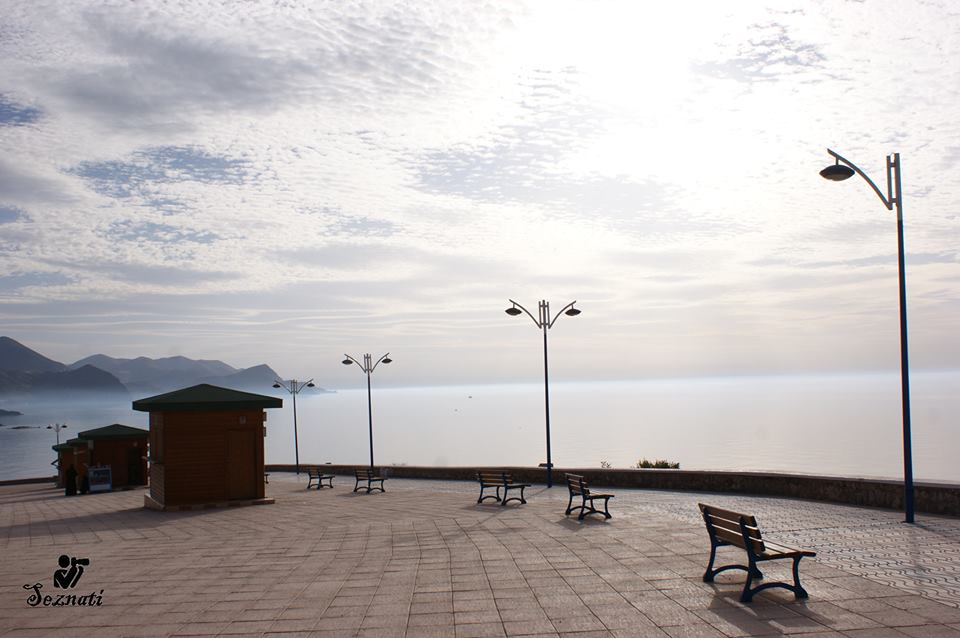
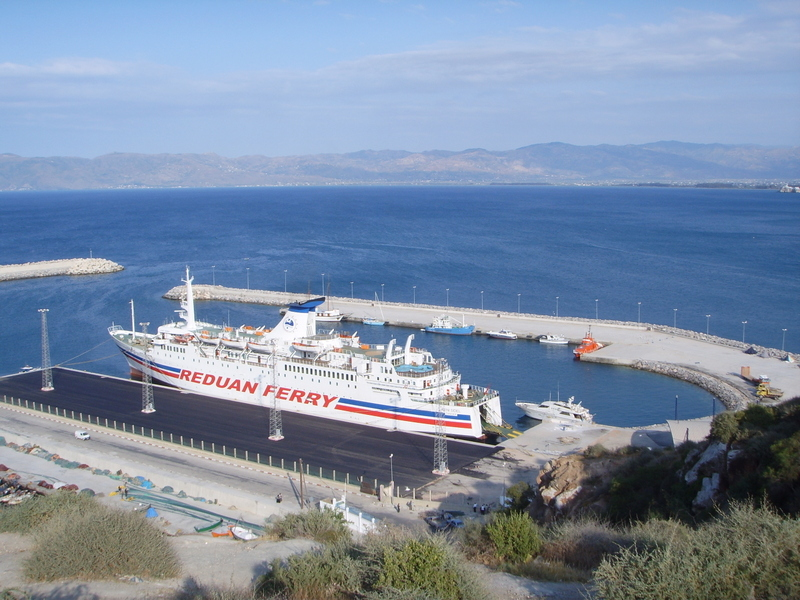
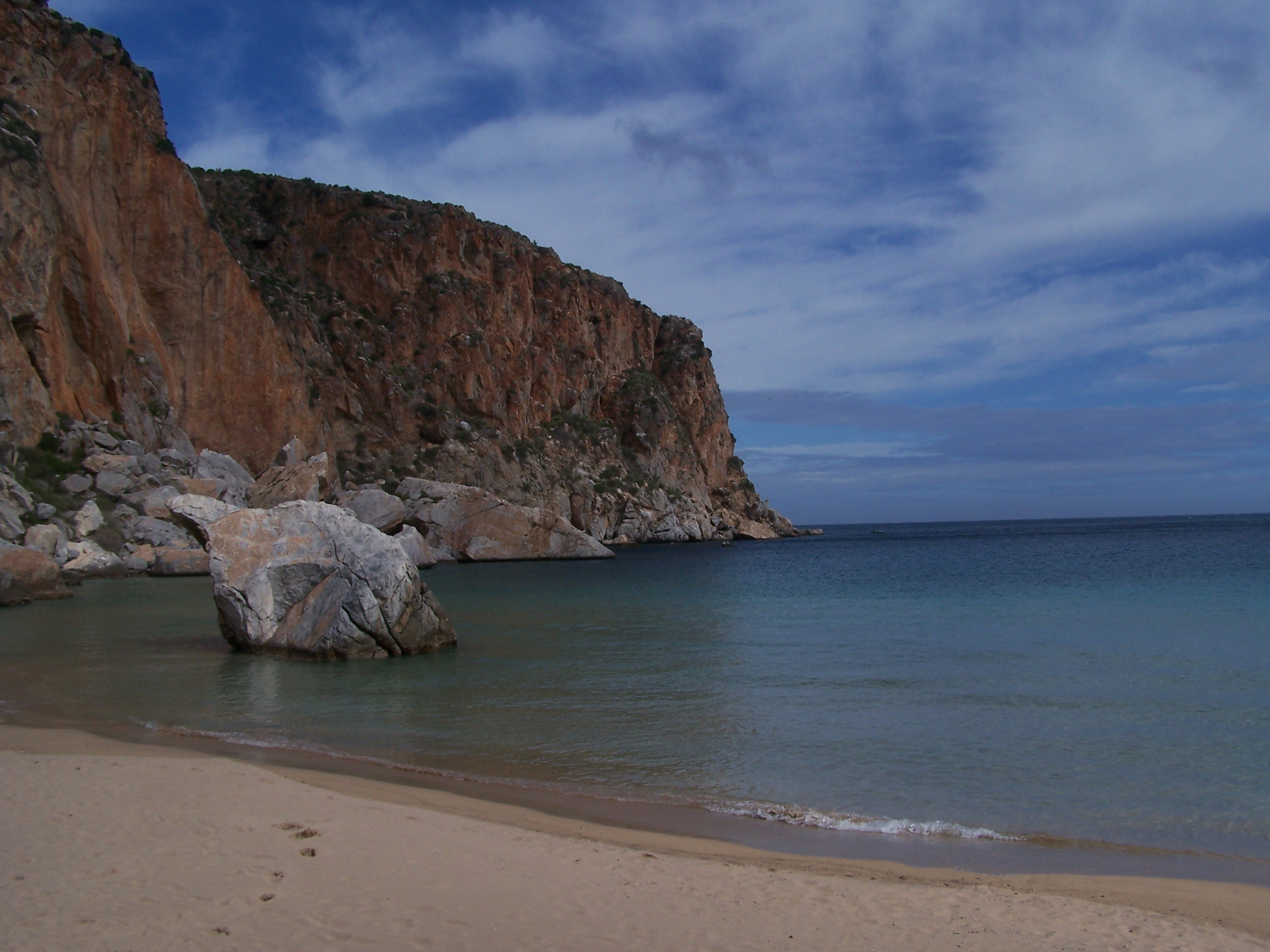
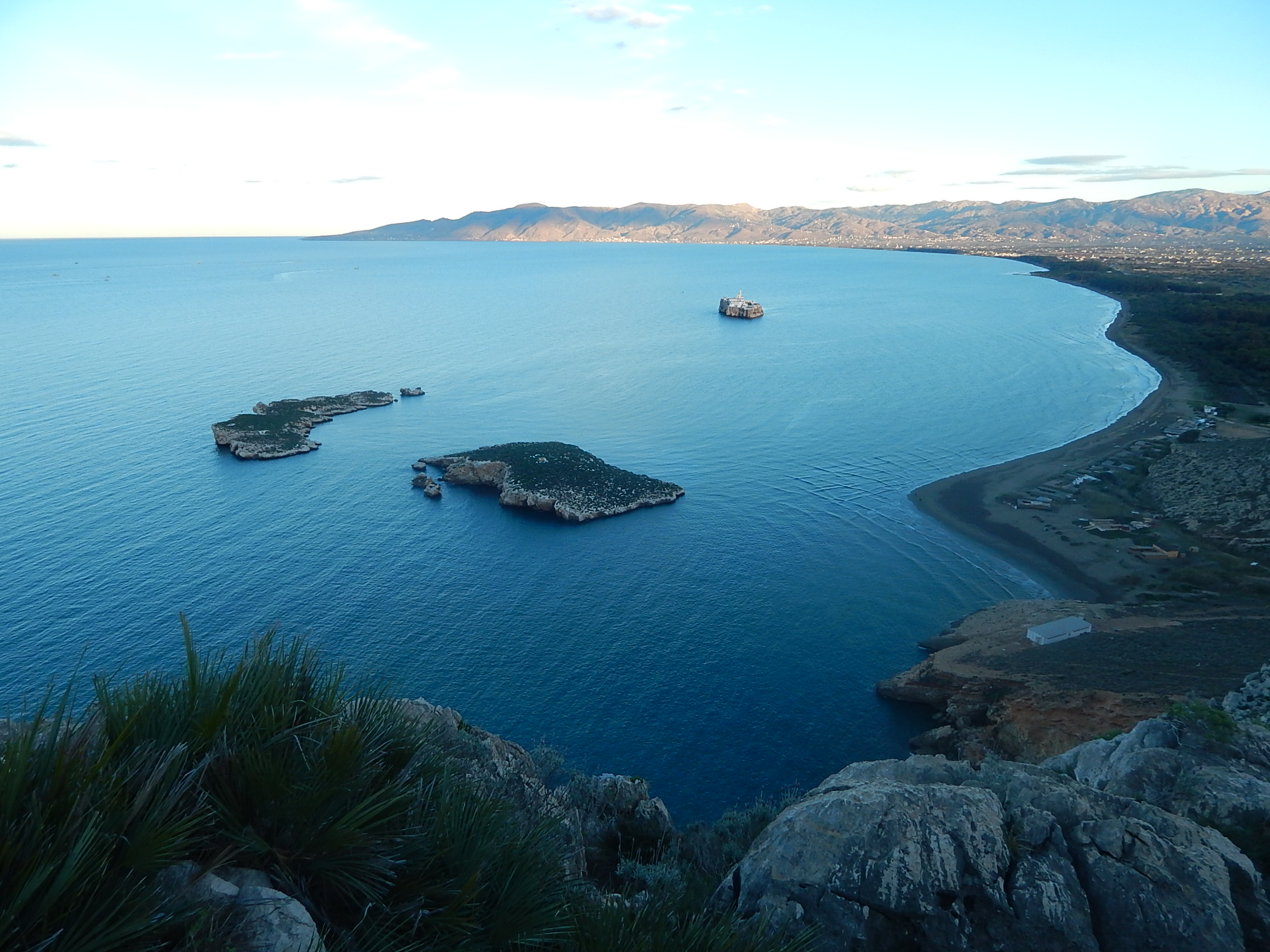
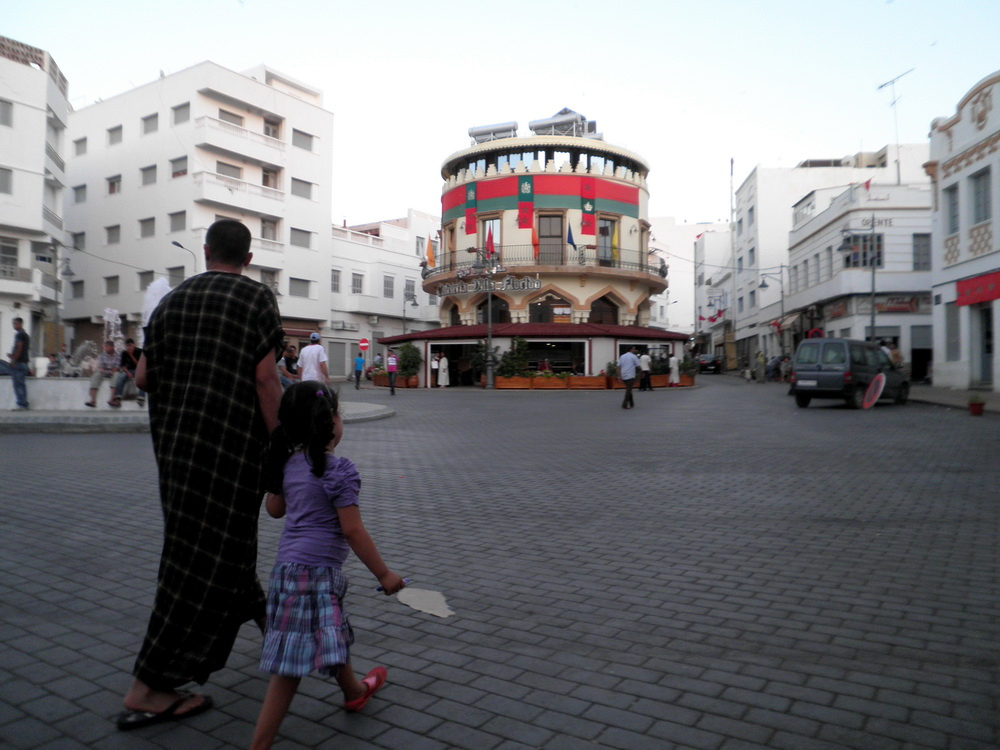
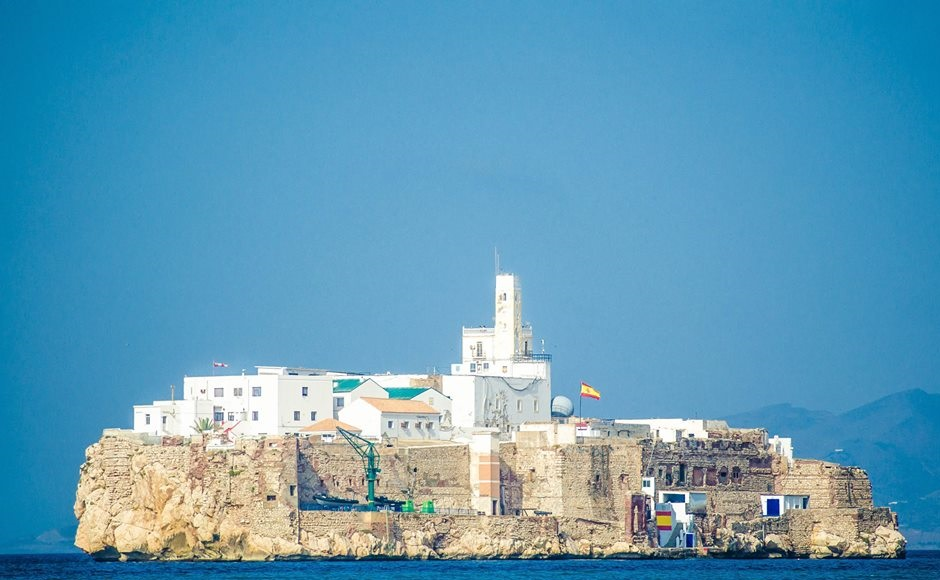
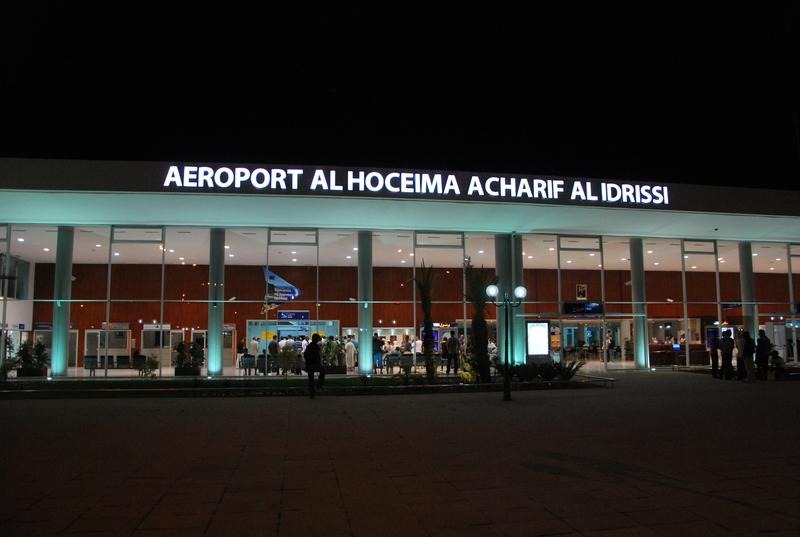

## مشاهير وشخصيات

### سياسيون
- محمد بن عبد الكريم الخطابي
- ناصر الزفزافي
- إلياس العماري
- عبد الحكيم بنشماش
- فؤاد أحيدار

### كتاب ومثقفون
- محمد شكري

### فنانون
- الشيخ موحند
- امحند أقمراوي
- ميلودة الحسيمة
- أكراف

### دكاترة
- محمد بودرة

### رياضيون
- إبراهيم أفلاي
- نبيل أومغار